# All We Got Iz Us
All We Got Iz Us è il secondo album del gruppo musicale hardcore rap Onyx.

## Tracce
1. Life or Death (Skit) – 0:48
2. Last Dayz – 3:56
3. All We Got Iz Us (Evil Streets) – 4:13
4. Purse Snatchaz – 4:07
5. Shout – 3:47
6. I Murder U (Skit) – 0:22
7. Betta off Dead – 4:04
8. Live Niguz – 3:19
9. Punkmotherfukaz – 1:00
10. Most Def – 3:55
11. Act up (Skit) – 0:23
12. Getto Mentalitee – 4:22
13. 2 Wrongs – 3:58
14. Maintain (Skit) – 1:56
15. Walk in New York – 4:55

## Posizioni in classifica dell'album
| Classifica (1995) | Posizione massima |
| ----------------- | ----------------- |
| Stati Uniti       | 22                |